# Bujumbura
För andra betydelser, se Bujumbura (olika betydelser).
Bujumbura är en stad i Burundi. Den är med en dryg miljon invånare landets största stad, och var Burundis huvudstad fram till 2018, då i stället Gitega blev huvudstad. Staden är belägen vid Tanganyikasjön vid landets västra gräns mot Kongo.

## Näringsliv
Bujumbura är Burundis ekonomiska och infrastrukturella centrum samt dess huvudsakliga hamnstad och exportcentrum, varifrån exempelvis kaffe, bomull, hudar och tennmalm exporteras. I staden produceras bland annat textilier, lädervaror, papper, cement och olika typer av jordbruksprodukter. I regionen bedrivs omfattande jordbruk med odling av bland annat bananer, kassava, majs och bomull.

## Historia
Bujumbura växte fram från att ha varit en liten by då en militär utpost till Tyska Östafrika grundlades där 1889. Efter första världskriget blev staden ett administrativt centrum i det belgiska NF-mandatet Ruanda-Urundi.[källa behövs] Staden bytte namn från Usumbura till det nuvarande Bujumbura då Burundi blev självständigt 1962.

## Klimat
Bujumbura har ett tropiskt klimat. Temperaturen ligger ofta mellan 21°C och 23°C. Det är extra torrt från juni till augusti, men det är också den svalaste perioden på året, med temperaturer som kan sjunka ner till 12°C på natten. Månaderna det är mest regn i är mars, april och maj, då medelnederbörden är 144 millimeter per månad. Efter det avtar regnet och det blir torrt, innan det börjar regna mindre kraftigt i september, oktober och november.

## Kultur

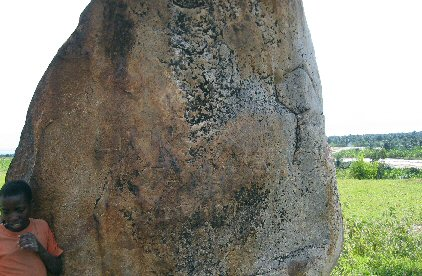
Livingstonemonumentet i Mugere.

I Bujumbura finns ett geologiskt museum och ett museum för afrikansk kultur. Staden hyser också Université du Burundi, landets största universitet, som grundades 1960. I stadens centrum finns vidare en stor marknad, landets nationalarena, en stor moské och en katedral. I närheten av staden ligger Rusizi nationalpark. En sten vid Mugere, Monument Livingstone-Stanley, markerar var David Livingstone och Henry Stanley stannade till på väg från Ujiji.

## Kommunikationer
Från staden går färjor till Kigoma i Tanzania. Staden har även en flygplats, Bujumbura flygplats.